# Aporia (mitología)
En la mitología griega Aporia o Aporía (en griego Ἀπορία, Aporía) es la personificación de la «Carencia». El sustantivo femenino ἀπορία significa «falta de salida», «imposibilidad», «perplejidad», «indecisión», «duda», «falta», «carencia» o «necesidad». Esta personificación es mencionada en al menos una fuente:
Plutarco nos dice:
«Dijo que [Temístocles] venía acompañado de dos diosas, Persuasión (Πειθώ, Peithó) y Violencia (Βία, Bía). Y aquéllos [los andrios] le respondieron que también a ellos los asistían dos grandes diosas, Pobreza (Πενία, Penía) y Carencia (Ἀπορία), por lo que les estaba vedado darle dinero».
Sinónimos de Carencia (Ἀπορία) y Pobreza (Πενία) son Mendicidad (Πτωχεία, Ptokeía) y Desamparo (Ἄμηχανία, Amechanía), otras abstracciones personificadas. Antónimo mitológico de la Carencia es el Recurso (Πόρος, Póros).

Acaso Ἀπορία sea la misma personificación abstracta equivalente al vocablo latino egestas, que significa «pobreza», «indigencia», «escasez», «falta» o «necesidad». Virgilio la describe morando en la antesala del inframundo, a saber:
«En frente del vestíbulo, al entrar en la misma hoz del Orco (Hades), el Dolor (Luctus) ha plantado su cubil y los Remordimientos (Curae) vengadores y los pálidos Morbos (Morbi) y la triste Vejez (Senectus). Allí el Miedo (Metus) y el Hambre (Fames), maligna consejera y la odiosa Pobreza (Egestas), espantosas de ver, y la Muerte (Letum) y la Pena (Labor). Allí el Sueño (Sopor), hermano de Muerte (Letum) y el Placer prohibido (Gaudia)». 